# City Hall (stacja metra w Singapurze)
City Hall – węzłowa stacja podziemna Mass Rapid Transit (MRT) na North South Line i East West Line w Singapurze. Stacja znajduje się w ścisłym centrum Singapuru.